# Menhir de Kerigo
Le menhir de Kerigo est un menhir de Moustoir-Ac, dans le Morbihan en France.

## Localisation
Le menhir est situé dans un bois du lieu-dit de Kerigo. Il est situé à 650 m à vol d'oiseau au sud-ouest du menhir de Cosquéro qui est situé dans le même bois.

## Description
Le menhir se présente comme une dalle de granit dressée de 1,5 m de hauteur et une base large de 1,4 m.   
Autour du menhir, des formations naturelles spectaculaires et de nombreuses pierres peu élevés mais qui semblent dressées, sont présentes. A quelques centaines de mètres se tient une dalle longue de plusieurs mètres et haute de plus de 2 m, dressée mais légèrement inclinée. A côté de cette dalle, une pierre très allongée, mesurant environ 6 m pourrait être un menhir couché.  
Une allée couverte était présente dans les environs mais elle fut détruite vers 1925,. Elle était divisé en deux compartiments, longue de 20 m et large de 2,5 m. Elle possédait des cloisons internes et cinq tables dont une de 4 m de long sur 3,5 m de large.  

## Historique
Le menhir date du Néolithique.